# Toon Kortooms Park
Het Toon Kortooms Park is particulier park en museum, gewijd aan het leven en werk van de streekschrijver Toon Kortooms. Het is gelegen aan Griendtveenseweg 80, vlak bij Griendtsveen, maar onmiddellijk aan de Noord-Brabantse zijde van de provinciegrens, in de gemeente Deurne.

## Museum
Het museum is gegroeid op de plaats waar de familie Kortooms gewoond heeft, onmiddellijk naast de fundamenten van de Deurnese turfstrooiselfabriek, die een concurrent was van de gelijkaardige fabriek van de firma Van der Griendt. Toon was de zoon van de directeur van de Deurnese fabriek.
Dit museum is ingericht door de bewoners van dit huis. Ze hadden een hoveniersbedrijf en kwamen in 1993 in contact met de familie Kortooms. Sinds die tijd zijn ze al de boeken van Toon Kortooms gaan verzamelen, en ook andere zaken die met de schrijver verband houden, zoals de typemachine die hij heeft gebezigd. In 2008 kwam de nalatenschap van de schrijver, in beheer bij de nabestaanden van Toon Kortooms, naar het museum in wording, dat sedertdien voor het publiek toegankelijk werd.

## Park
Er is op een terrein van 1,5 ha een blotevoetenpad aangelegd, waar men de verschillende aspecten van de Peel kan ervaren. Ook is er een theetuin waar ook kunstwerken te vinden zijn, en een café-restaurant. In de directe omgeving werden de fundamenten van de voormalige turfstrooiselfabriek weer aan het licht gebracht,